# Alan Furst
Pour les articles homonymes, voir Furst.
Alan Furst (20 février 1941 à New York) est un écrivain américain de romans d'espionnage.

## Biographie
Il a vécu durant son enfance dans le quartier Upper West Side de Manhattan.
Il est diplômé de l'Oberlin College (en 1962) et de l'université d'État de Pennsylvanie (communément appelée Penn State en anglais) (en 1967).
Avant de devenir un écrivain à temps plein, Alan Furst a travaillé dans la publicité, a été pigiste, notamment pour le magazine Esquire et chroniqueur pour l'International Herald Tribune.
Ses premiers romans lui valent un succès d'estime et c'est la publication, en 1988 de Night Soldiers, roman inspiré par un voyage en Europe de l'Est à l'initiative du magazine Esquire, qui lancera sa carrière internationale.
Les Éditions de l'Olivier ont publié le 5 avril 2007 le Royaume des ombres, traduction, d'Alexandre Boldrini, du titre Kingdom of Shadows.
Cet éditeur devrait publier en français les autres titres de la série Night Soldiers.

### Romans
- Your Day in the Barrel, 1976
  - Jamais le jeudi, Super noire no 64, 1977
- The Paris Drop, 1980
  - Le Cimetière de ceinture, Série noire no 1820, 1981
- The Caribbean Account, 1981
- Shadow Trade, 1983

#### Série deNight Soldiers
- Les Soldats de la nuit [« Night Soldiers, 1988 »], Paris, trad. Jean Esch, Éditions de l'Olivier, 2010 (ISBN 978-2-87929-695-1)
- Dark Star (1991)
- L'Officier polonais [« The Polish Officer, 1995 »], Paris, trad. Stéphane Roques, Éditions de l'Olivier, 2009, 384 p. (ISBN 978-2-87929-694-4)
- The World at Night (1996)
- Red Gold (1999)
- Le Royaume des ombres [« Kingdom of Shadows, 2000 »], Paris, trad. Alexandre Boldrini, Éditions de l'Olivier, 2007, 300 p. (ISBN 978-2-87929-576-3)
- Le Sang de la victoire [« Blood of Victory, 2003 »], Paris, trad. Jean Esch, Éditions de l'Olivier, 2008, 300 p. (ISBN 978-2-87929-577-0)
- Dark Voyage (2004)
- Le Correspondant étranger [« The Foreign Correspondent, 2006 »], Paris, trad. Jean Esch, Éditions de l'Olivier, 2008, 304 p. (ISBN 978-2-87929-567-1)
- The Spies of Warsaw (2008), adapté en une mini-série télévisée, Espions de Varsovie en 2 épisodes en 2012
- Spies of the Balkans (2010)
- Mission to Paris (2012)
- Midnight in Europe (2014)
- A Hero of France (2016)
- Under Occupation (2019)